# IgroMir
Los IgroMir (en ruso: ИгроМир, en español Juegos Mundiales) son la primera exposición anual a gran escala de videojuegos y computadoras creada en Rusia, y organizada por el comité de la Russian Game Developers Conference desde 2006.

## Historia

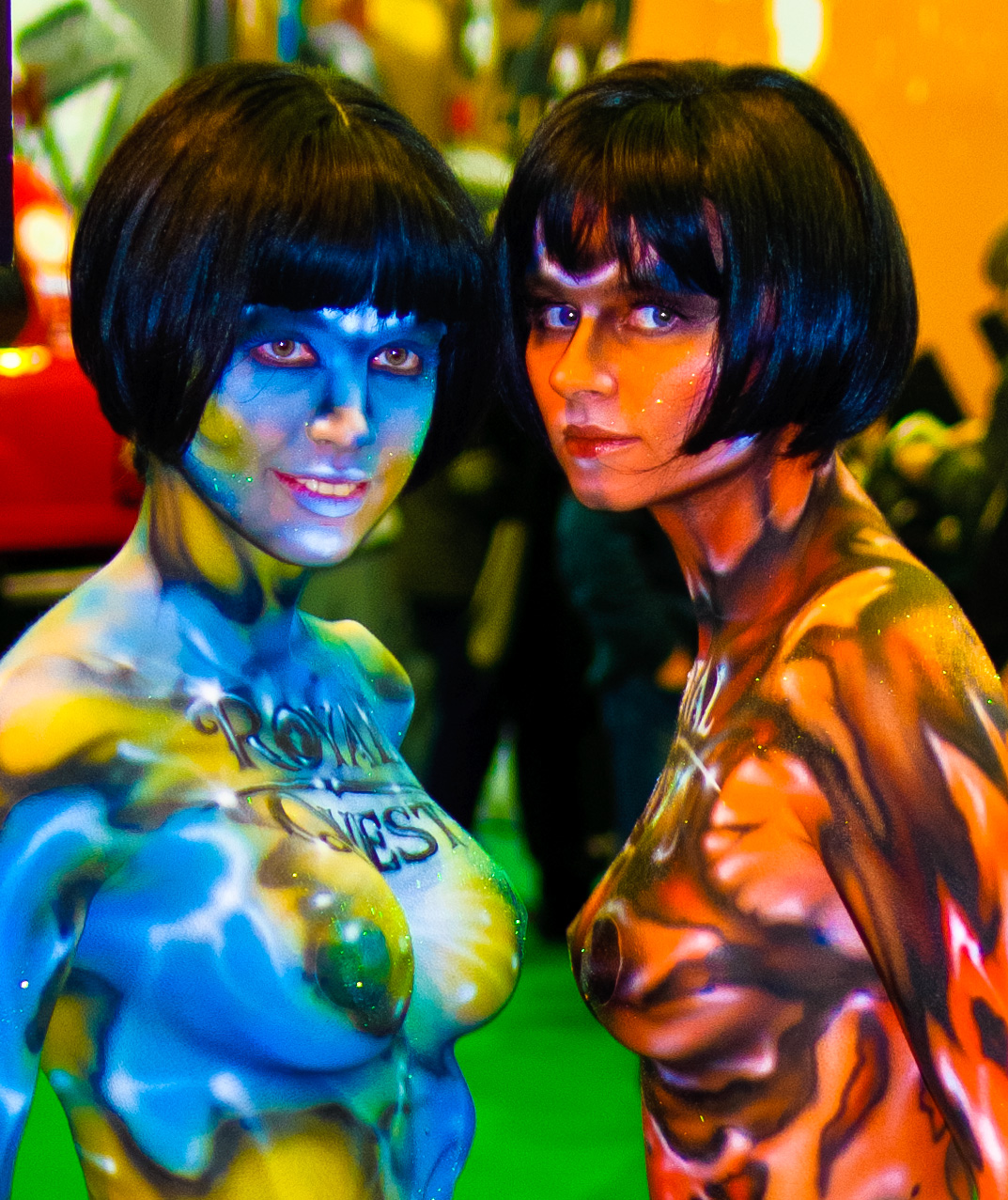
Modelos en los IgroMir 2008

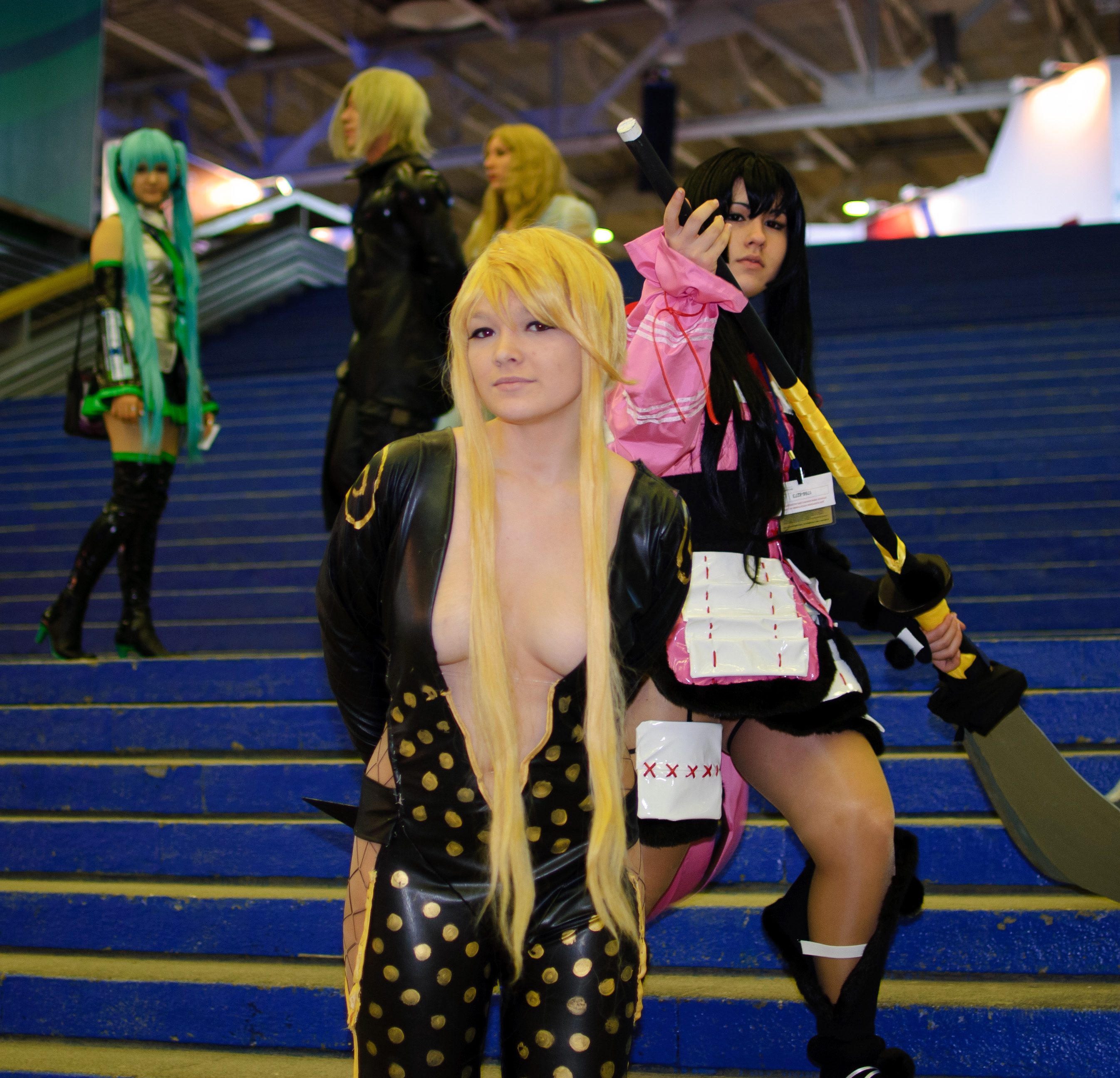
Cosplayers en los IgroMir 2010

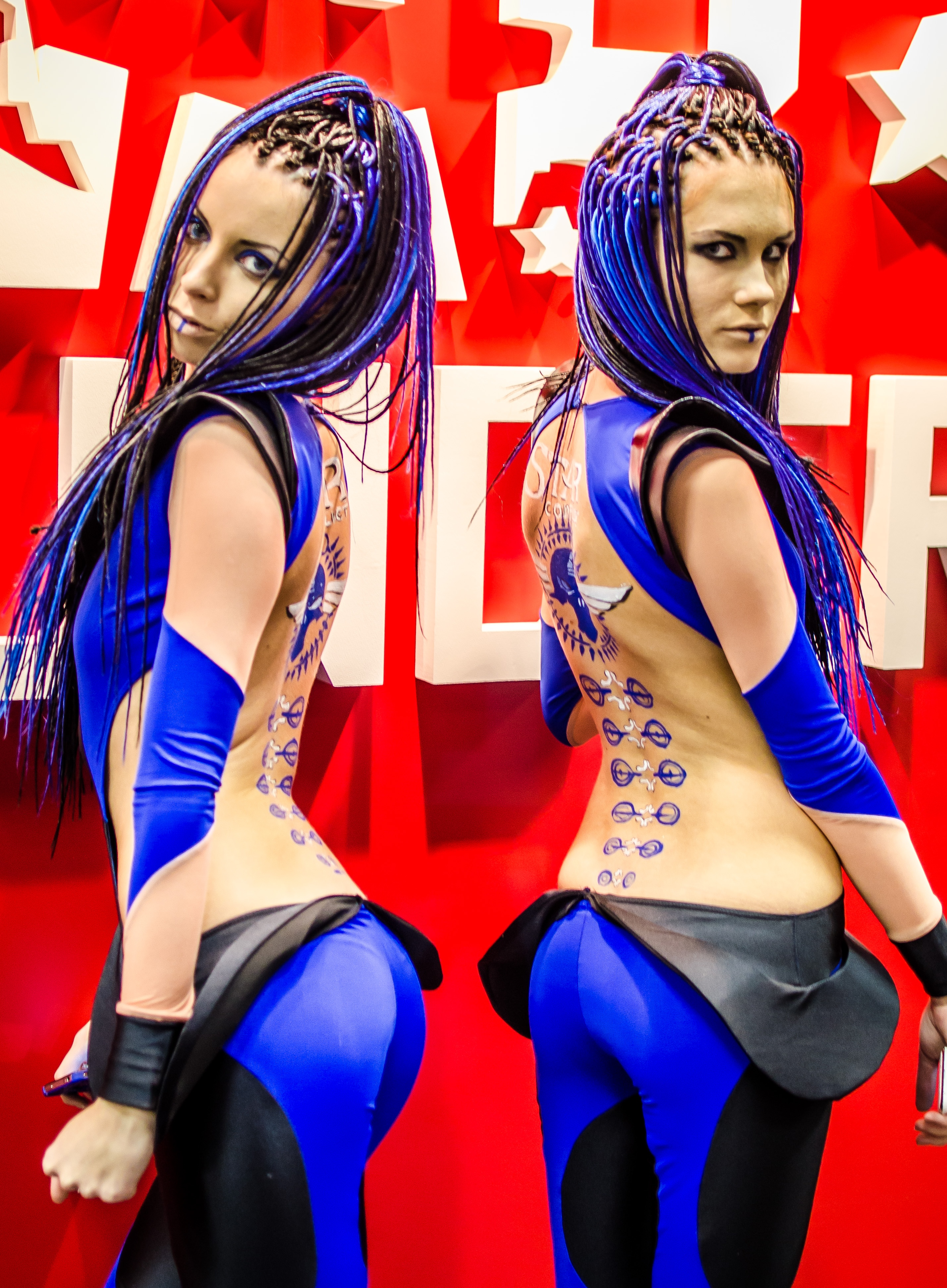
Promoción en los IgroMir 2012

### 2006
La exposición se llevó a cabo por primera vez los días 4 y 5 de noviembre de 2006, en el centro de exposiciones VDNKh, Moscú, y, según los organizadores, se reunieron más de 25.000 personas. La exposición contó con la presencia de alrededor de 45 empresas, tanto nacionales como extranjeras. Más de 100 juegos para diferentes plataformas de juego se mostraron en la exhibición.

### 2007
En 2007, los IgroMir se celebraron en el mismo lugar del 2 al 4 de noviembre. El área de exposición aumentó de 9000 a 13000 metros cuadrados, y hubo alrededor de 45,000 a 50,000 visitantes, incluidos los expositores y la prensa.
La exhibición contó con la presencia de compañías nacionales de juegos como Russobit-M, 1C, Akella, Buka, Nival Online, IT Territory, así como de editores occidentales como Electronic Arts, Microsoft, Sony, Nintendo, Sega y otros. Algunos juegos se mostraron al público por primera vez. Muchos fueron presentados por desarrolladores, como el presidente de Epic Games Mike Capps, el de Ubisoft Jade Raymond y representantes de Bizarre Creations, Creative Assembly y Running With Scissors.

### 2008
Los IgroMir se llevaron a cabo del 6 al 9 de noviembre en 2008, pasando a un formato de exhibición de cuatro días. El primer día se llamó el día hábil y se cerró al acceso público: se presentaron videojuegos a personas de la industria del videojuego y la prensa, lo que permitió a los participantes presentar sus productos en un ambiente de negocios relajado. Los tres días restantes estuvieron abiertos al público. El número total de visitantes superó los IgroMir 2007, con 65,000 personas.
En los IgroMir 2008 asistieron más de 120 expositores, entre los que estaban las principales compañías occidentales: Electronic Arts, Microsoft, Sony, Nintendo, Sega, Ubisoft, y Blizzard Entertainment. El área total de exhibición aumentó de doce a catorce mil metros cuadrados.

### 2009
La exposición de 2009 tuvo lugar nuevamente en el VDNKh Exhibition Centre, del 5 al 8 de noviembre de 2009. Según las estimaciones de los organizadores y el departamento de policía de la OCE, la exposición fue visitada por 82,000 personas. En el cuarto año de su existencia, Los IgroMir atrajeron tanto compañías de juegos nacionales (1C, Akella, Buca, Nival Network, Playnatic Entertainment, Snowball Studios y otros), y Western-Microsoft, Sony Computer Entertainment, Blizzard Entertainment, Electronic Arts, Activision, Nintendo y Sega. Los visitantes de la exposición incluyen el actor Joe Kucan, que interpretó a Kane en Command & Conquer, y Anatoly Wasserman.

### 2010
En 2010, los quintos IgroMir se llevaron a cabo a desde el 3 noviembre, hasta el día 6 del mismo mes, y se asociaron con Gamer.ru y Mail.ru. La exposición contó con la presencia de más de 110 empresas, y en ese año los IgroMir 2010 tomaron casi todo el pabellón, más de 13,000 m². Al día laboral de la exposición asistieron más de 3.500 profesionales y más de 900 miembros de la prensa.

### 2011
En febrero de 2011, el sitio web oficial del catálogo de la exposición Crocus Expo presentó una breve descripción del espectáculo. El 11 de julio de 2011, se anunció oficialmente la sexta exhibición.
Los IgroMir 2011 se celebraron del 6 al 9 de octubre en el centro de exposiciones "Crocus Expo". El tamaño total de la exposición superó los 16,000 metros cuadrados. Atrajo a Microsoft, Sony Computer Entertainment, Nintendo, Electronic Arts, 1C-SoftKlab, Akella, Buka, Nival, Wargaming.net, Gaijin Entertainment, Panzar Studio, Blizzard Entertainment y otros.
Además, a todos los invitados del espectáculo se les mostró un programa de entretenimiento especial en el escenario principal. El primer día, Noize MC se mostró en el escenario, en el segundo sí se mostró, y el tercer día, Tony Watkins y Underwood se mostraron. Al igual que en las exposiciones anteriores, el día hábil cerrado fue el primer día, el 6 de octubre, y los otros tres días estuvieron abiertos al público.

### 2012
Los Igromir 2012 se realizaron del 4 al 7 de octubre en el Crocus Expo nuevamente. Después del día hábil, los IgroMir estuvieron abierto a todos los visitantes. Por primera vez, los juegos familiares se exhibieron en una habitación separada. También hubo las peleas finales de Panzar: Concurso de juegos Forged by Chaos con un premio en metal de un millón de rublos.

### 2013

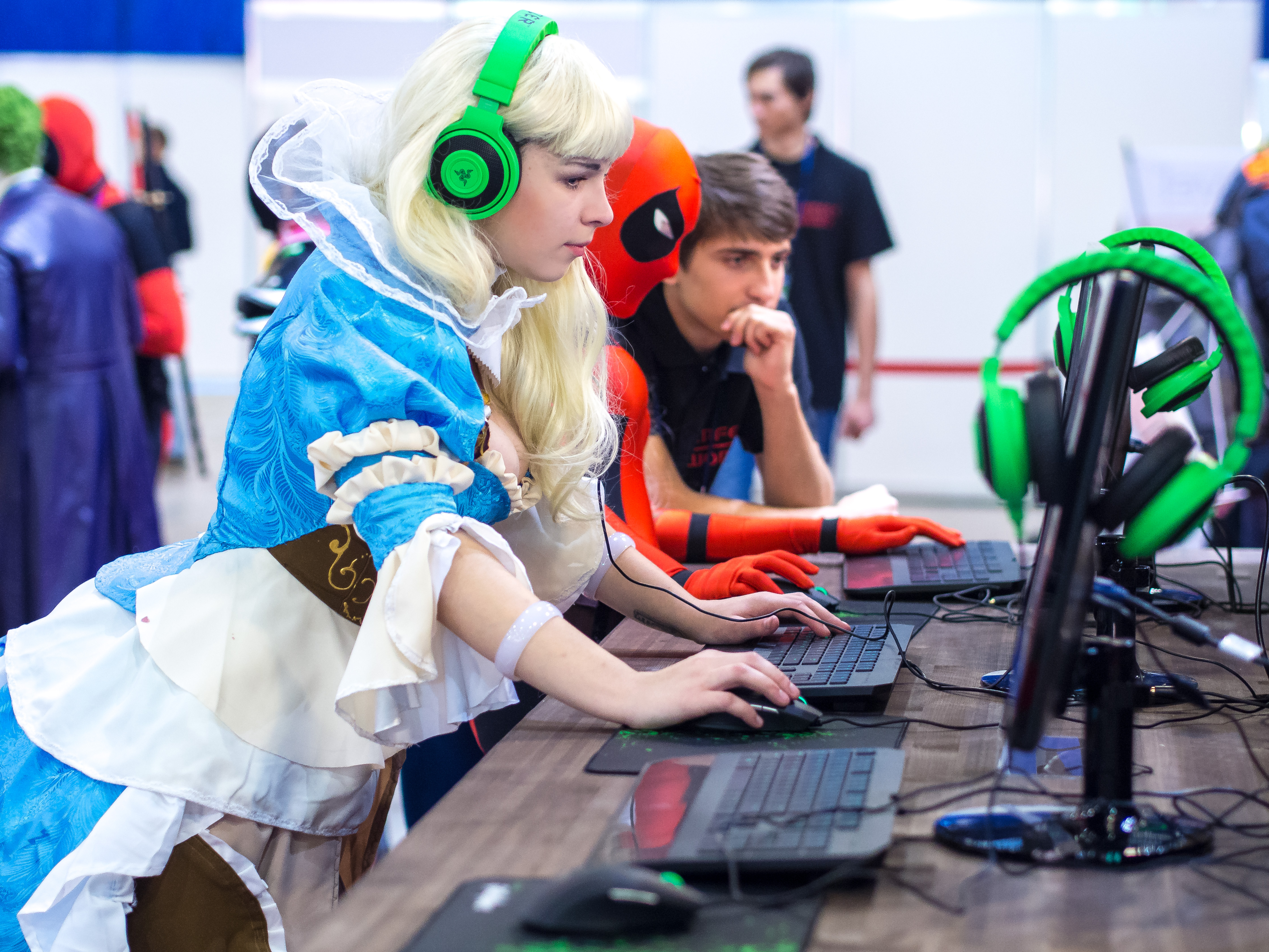
Asistentes en los IgroMir 2013

Los Igromir 2013 se realizaron entre el 3 de octubre y el 6 de octubre en el Crocus Exhibition Centre. Celebrando el hecho de que mostró el juego de las fuerzas terrestres por primera vez en los IgroMir 2013 Expo en Moscú, Gaijin Entertainment trajo dos tanques verdaderos WW2 a su equipo. Se realizó un torneo de StarCraft II. El torneo contó con un pozo de premios de $ 5,000 y cuatro jugadores invitados: dos de Rusia y dos de Corea del Sur para competir con el equipo campeón surcoreano Mvp.

### Año 2014
En 2014, se decidió combinar Igromir con la Russian Game Developers Conference - KRI . En 2014, Rusia, como parte de IgroMir 2014, se llevó a cabo por primera vez del 2 al 5 de octubre Comic Con Russia.

### Año 2015
En 2015, una exposición que tuvo lugar del 1 al 4 de octubre, visitó a más de 160 mil personas, que fue un récord para Igromir.

### Año 2016

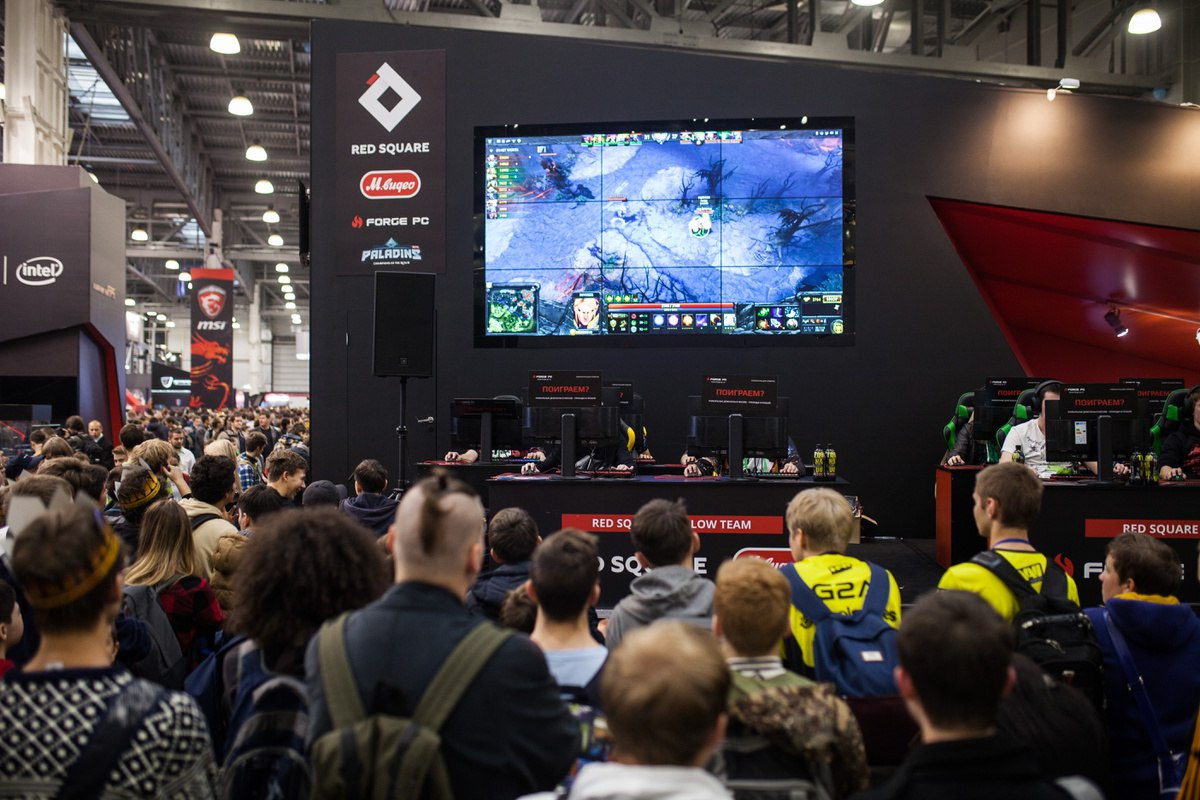
El equipo de la marca Red Square en la exposición en 2016.

El comienzo de "IgroMir" del 29 de septiembre al 2 de octubre. Durante el primer día de la exposición, solo los representantes de la industria del juego y los titulares de entradas vip podrán visitar la exposición, y el resto estará disponible en los próximos días. Este año, la exposición fue visitada por 163 000 personas.

### Año 2017
Igromir-2017 se celebró en la Crocus Expo del 28 de septiembre al 1 de octubre. El número aproximado de visitantes a la exhibición fue de 160-170 mil personas.

## Asistencia
- 25,000 (2006)[1]

- 50,000 (2007)[2]

- 65,000 (2008)[4]

- 82,000 (2009)[5]

- 90,000 (2010)[8]

- 95,000 (2011)

- 105,000 (2012)[25]

- 130,000 (2013)[26]

- 157,000 (2014)[27]

- 162,000 (2015)[28]

- 163 000 (2016).[29]